# Дезоксиаденозин
Дезоксиаденозинът (озн. dA или dAdo) е дезоксирибонуклеотид. Той е получен от монозахарида дезоксирибоза свързана нуклеотидната база аденин посредством гликозидна връзка. Дезоксиаденозинът е един от четирите мономера, изграждащи ДНК. В полинуклеотидната верига се отбелязва с А.
Деоксиаденозин е ДНК нуклеозид А, който се сдвоява с дезокситимидин (Т) в двуверижна ДНК.
При липса на аденозин дезаминаза (ADA) тя се натрупва в Т лимфоцитите и убива тези клетки, което води до генетично разстройство, известно като аденозин деаминаза – тежко комбинирано заболяване на имунодефицита (ADA-SCID).